# Karl Kaiser (Volkskundler)
Karl Max Kaiser (* 23. September 1906 in Bad Schwalbach; † 22. Juni 1940 an der deutschen Westfront) war deutscher Germanist und Volkskundler.

## Leben
Karl Kaiser war der Sohn des Verwaltungsbeamten Johann Wilhelm Kaiser und von dessen Ehefrau Auguste, geb. Meuser. Nach dem Abitur 1925 studierte Karl Kaiser Germanische Philologie, Romanische Philologie sowie Mittlere und Neuere Geschichte an den Universitäten Frankfurt a. M., Wien und Greifswald. 1928 wurde er promoviert, ab 1929 arbeitete er als Assistent am Volkskundlichen Archiv für Pommern, 1931 wechselte er an die Hauptstelle des Atlas der Deutschen Volkskunde (ADV) nach Berlin, im gleichen Jahr heiratete er Irla Duphorn, die Tochter des Malers Hugo Duphorn, mit der er vier Kinder hatte. 1933 wurde er Leiter des Volkskundlichen Archivs für Pommern in Greifswald und leitete zugleich die Landesstelle Pommern des ADV. Diese Tätigkeiten waren kaum bezahlt. 1933 wurde Kaiser in Greifswald habilitiert. Er lehrte gleichzeitig Germanische Philologie an der Universität Greifswald. Ab 1937 übernahm Kaiser immer stärker NS-ideologische Tendenzen in seine Veröffentlichungen. Im Juli 1939 meldete er sich freiwillig zu einer Wehrmachtsübung und im Mai 1940 an die Westfront, wo er wenig später fiel.

## Veröffentlichungen
- [als Kâre Kaiser]: Mundart und Schriftsprache. Versuch einer Wesensbestimmung in der Zeit zwischen Leibniz und Gottsched. Eichblatt, Leipzig 1930 (Form und Geist; 18) (Zugl.: Greifswald, Univ., Diss., 1930).
- Das germanische Altertum und das Märchen. Greifswald 1933 (Habilitation)
- mit Walter Borchers: Leben und Sterben im pommerschen Volksbrauch.Landesbauernschaftsverlag Pommern, Stettin 1936 (Volkskundliche Schriftenreihe der Landesbauernschaft Pommern; 2).
- Hrsg.: Atlas der pommerschen Volkskunde. Textband und Kartenmappe. Bamberg, Greifswald 1936 (Pommernforschung. Reihe 2, Veröffentlichungen des Volkskundlichen Archivs für Pommern; 4 und 5).
- Pommern im Lichte der volkstumsgeographischen Forschung. In: Folk. Bd. 1 (1937), Heft 2, S. 147–167.
- mit Hans Strobel, E. D. Thiele und Matthes Ziegler: Deutsche Volkskunde im Schrifttum. Ein Leitfaden für die Schulungs- und Erziehungsarbeit der NSDAP. Zentralverlag der NSDAP, Berlin 1938.
- Hrsg.: Beiträge zur Volkskunde Pommerns. 10 Jahre Volkskundliches Archiv für Pommern. Bamberg, Greifswald 1939 (Pommernforschung. Reihe 2, Veröffentlichungen des Volkskundlichen Archivs für Pommern; 8).
- Hrsg.: Lesebuch zur Geschichte der deutschen Volkskunde. Ehlermann, Dresden 1939 (Volkskundliche Texte; 10).